# PewDiePie's Tuber Simulator
PewDiePie's Tuber Simulator est un jeu mobile de simulation freemium développé par Outerminds Inc. et mettant en vedette la personnalité YouTube PewDiePie, qui fait lui-même la voix. La prémisse du jeu se concentre sur le joueur créant des vidéos en ligne pour générer des vues et des abonnés, dont il peut utiliser pour acheter des produits qui peuvent augmenter les performances.
Le jeu est sorti le 29 septembre 2016 sur iOS et Android. Il est devenu le jeu le plus téléchargé de l'App Store d'Apple le jour de sa sortie et le lendemain, Kjellberg a rapporté que l'application avait été téléchargée plus de dix millions de fois. Le jeu a rencontré des problèmes de serveur lors de son lancement initial.

## Système de jeu
Le gameplay de PewDiePie's Tuber Simulator simule de manière moqueuse la vie d'un YouTuber, avec des modes similaires à PewDiePie lui-même. Le joueur crée des vidéos qui génèrent des "vues", une monnaie utilisée pour acheter des articles dans le magasin comme pour décorer la chambre du joueur. La création de vidéos permet également au joueur de gagner des abonnés YouTube, essentiels pour le déverrouillage de certaines fonctionnalités et réalisations. Les réalisations peuvent être obtenues en accomplissant une tâche spécifique, avec comme récompense des vues et des abonnés, ainsi que d'autres biens. Le joueur peut également utiliser des "bux" pour acheter des articles spéciaux tels que des vêtements ou pour augmenter la taille de la chambre du joueur. Les "cerveaux" peuvent être utilisés pour débloquer des fonctionnalités supplémentaires telles que des créneaux de livraison supplémentaires. Une série de compétitions à l'échelle de l'utilisateur est également disponible pour le joueur, chacune avec un thème correspondant aux salles entrées. L'entrée dans un concours coûte cinq bux. Depuis récemment [Quand ?]  , un joueur peut échanger des objets indésirables contre une poussière magique spéciale. Vous pouvez collecter plus de poussière pour des articles plus chers, mais une fois que quelque chose est transformé en poussière, il ne peut pas être retourné. Une fois que suffisamment de poussière a été obtenue, l'utilisateur peut l'échanger contre des cubes allant de niveaux de gris à colorés à invisibles. Ceux-ci peuvent être utilisés pour montrer la poussière de pixels (le nom de celui-ci) ou pour créer du pixel art avec - une autre façon d'obtenir de la poussière de pixels est de jouer à "Puggle".

### Mini-jeux
Un mini-jeu appelé "Puggle" est également accessible, rappelant le pachinko, qui peut être utilisé pour accélérer les processus de livraison et gagner d'autres marchandises, telles que des balles contenant de la poussière de pixel (jusqu'à 100 pixels de poussière dans une balle), des jetons Bux et des bonus. Le temps déduit de la livraison d'un joueur dépend du multiplicateur de réduction de la livraison, qui dépend du nombre de vues qu'il mise au début, du nombre de piquets et de bulles qu'il frappe et du bol dans lequel il atterrit.
Le mini-jeu d'éclosion des œufs est l'endroit où les joueurs achètent un œuf dans le distributeur d'œufs et publient des vidéos sur le thème que l'œuf aime faire éclore. Pour découvrir le thème de l'œuf, les joueurs doivent publier des vidéos pour le découvrir. Ensuite, lorsque le joueur clique sur l'œuf, il devrait y avoir une petite icône indiquant le thème de l'œuf.
Plus récemment, un nouveau mini-jeu appelé "Craniac" a été ajouté. C'est comme un "jeu de type machine à laver" où les joueurs actionnent une grue pour attraper des balles qui contient des objets exclusifs, des vues, des cerveaux, des jetons d'œufs et autres.

## Accueil
Du jeu, Rolling Stone a déclaré que Tuber Simulator de PewDiePie "a plus en commun avec Kim Kardashian: Hollywood que Game Dev Story " et que "je ne savais pas si je jouais à un jeu ou si j'étais intégré dans une machine à traire humaine". TouchArcade a évalué le jeu à quatre étoiles sur cinq, déclarant que "avec un gameplay plutôt simple mais complexe et absorbant, couplé à l'humour et au charme de PewDiePie qui ne manqueront pas de plaire à ses millions de fans inconditionnels, le jeu frappe un équilibre parfait entre ne pas se prendre au sérieux tout en étant suffisamment intrigant pour garder l'intérêt longtemps après l'achat de la première boîte en carton. "